# Liste der Naturdenkmale in Bad Ems
Die Liste der Naturdenkmale in Bad Ems nennt die im Gemeindegebiet von Bad Ems ausgewiesenen Naturdenkmale (Stand 20. Mai 2024).

## Naturdenkmale
| Nr.         | Bezeichnung          | Lage                                                   | Beschreibung                                                                         | Bild                                    |
| ----------- | -------------------- | ------------------------------------------------------ | ------------------------------------------------------------------------------------ | --------------------------------------- |
| ND-7141-377 | Luthereiche          | Kirchgasse, bei Nr. 17 Lage                            | Quercus rubra, 1883 gepflanzt, ca. 24 m hoch bei 1,1 m Durchmesser                   | Direkt Bild zu diesem Denkmal hochladen |
| ND-7141-379 | Stieleiche           | Arzbacher Straße, gegenüber Nr. 7 Lage                 | Quercus robur, um 1730 gekeimt, ca. 16 m hoch bei 1,45 m Durchmesser                 | Fotos hochladen                         |
| ND-7141-380 | Pyramideneiche       | Mainzer Straße, gegenüber Nr. 1 am Lahnufer Lage       | Quercus robur f. fastigiata, um 1890 gepflanzt, ca. 28 m hoch bei 1,06 m Durchmesser | Fotos hochladen                         |
| ND-7141-453 | Eiche am Grisselberg | nördlich der Stadt an der B 261; Flur Am Geisborn Lage | Quercus petraea, um 1830 gekeimt, ca. 26 m hoch bei 1,31 m Durchmesser               | Direkt Bild zu diesem Denkmal hochladen |

## Ehemalige Naturdenkmale
| Nr. | Bezeichnung                     | Lage                                                                           | Beschreibung                                                  | Bild                                    |
| --- | ------------------------------- | ------------------------------------------------------------------------------ | ------------------------------------------------------------- | --------------------------------------- |
|     | Platane                         | Gartenstraße, bei Nr. 4 Lage                                                   | Platanus sp.; Rechtsverordnung 2013 aufgehoben                | Direkt Bild zu diesem Denkmal hochladen |
|     | Stieleiche                      | Viktoriaallee, bei Nr. 22 Lage                                                 | Quercus robur; Rechtsverordnung aufgehoben                    | Direkt Bild zu diesem Denkmal hochladen |
|     | Mammutbaum                      | am Lahnufer hinter dem Kurmittelhaus Lage                                      | Sequoioideae sp.; Rechtsverordnung 2013 aufgehoben            | Direkt Bild zu diesem Denkmal hochladen |
|     | Stieleiche                      | nördlich der Stadt und östlich von Haus Eichwald; Abteilung Im Tollgraben Lage | Quercus robur; Rechtsverordnung 2013 aufgehoben               | Direkt Bild zu diesem Denkmal hochladen |
|     | Stieleiche                      | Villenpromenade, westlich von Nr. 14 Lage                                      | Quercus robur; Rechtsverordnung 2013 aufgehoben               | Direkt Bild zu diesem Denkmal hochladen |
|     | Säuleneiche                     | Badhausstraße, hinter Nr. 3 Lage                                               | Quercus robur f. fastigiata; Rechtsverordnung 2013 aufgehoben | Direkt Bild zu diesem Denkmal hochladen |
|     | Mammutbaum in der Viktoriaallee | Viktoriaallee, bei Nr. 3 Lage                                                  | Sequoioideae sp.; Rechtsverordnung 2013 aufgehoben            | Direkt Bild zu diesem Denkmal hochladen |